# San Mamiliano (Umbrien)
San Mamiliano ist eine Fraktion (italienisch frazione) der italienischen Gemeinde Ferentillo in der Provinz Terni, Region Umbrien.

## Geografie
Der Ort liegt etwa 2 km westlich des Hauptortes Ferentillo, etwa 15 km nordöstlich der Provinzhauptstadt Terni und etwa 65 km südöstlich der Regionalhauptstadt Perugia. Der Ort liegt bei 607 m s.l.m. und hatte 2011 etwa 34 Einwohner. Er liegt an einem südlichen Ausläufer des Berges Colle dell’Ovaia (778 m).

## Geschichte
Der Ort entstand im 11. Jahrhundert als Teil des Wehrsystems der Abtei Abbazia di San Pietro in Valle, die etwa 4,5 km nordöstlich liegt. Im Ortskern auf der heutigen Piazza Jacopo Siculo gibt es einen Brunnen mit einer Säule, die mit 1065 datiert ist. Darauf ist das ursprüngliche Wappen des Orts mit dem Fluss Nera und einem abgetrennten Kopf eines Sarazenen abgebildet. Ab 1395 unterstand San Mamiliano der Herrschaft von Spoleto. und wurde später Ortsteil von Ferentillo.

## Sehenswürdigkeiten
- San Biagio, Kirche im Ortskern, die zum Erzbistum Spoleto-Norcia gehört. Sie entstand 1431[4] über Resten der alten Festung.[3] Enthält im Inneren ein mit Icobis Siculus[5] gekennzeichnetes Leinwandbild von Giacomo Santoro (Jacopo Siculo genannt), das eine Incoronazione della Vergine tra i Santi San Mamiliano, Maria Maddalena e San Giovanni abbildet.[3] Es entstand um 1537/1538.[5]
- Porta del Castello, einziges Wehrtor der Wehrmauern.
- Convento di San Giovanni, ehemaliger Konvent etwa 500 m westlich des Ortes, heute eine Ruine.[6]

## Bilder

Bilder von San Mamiliano
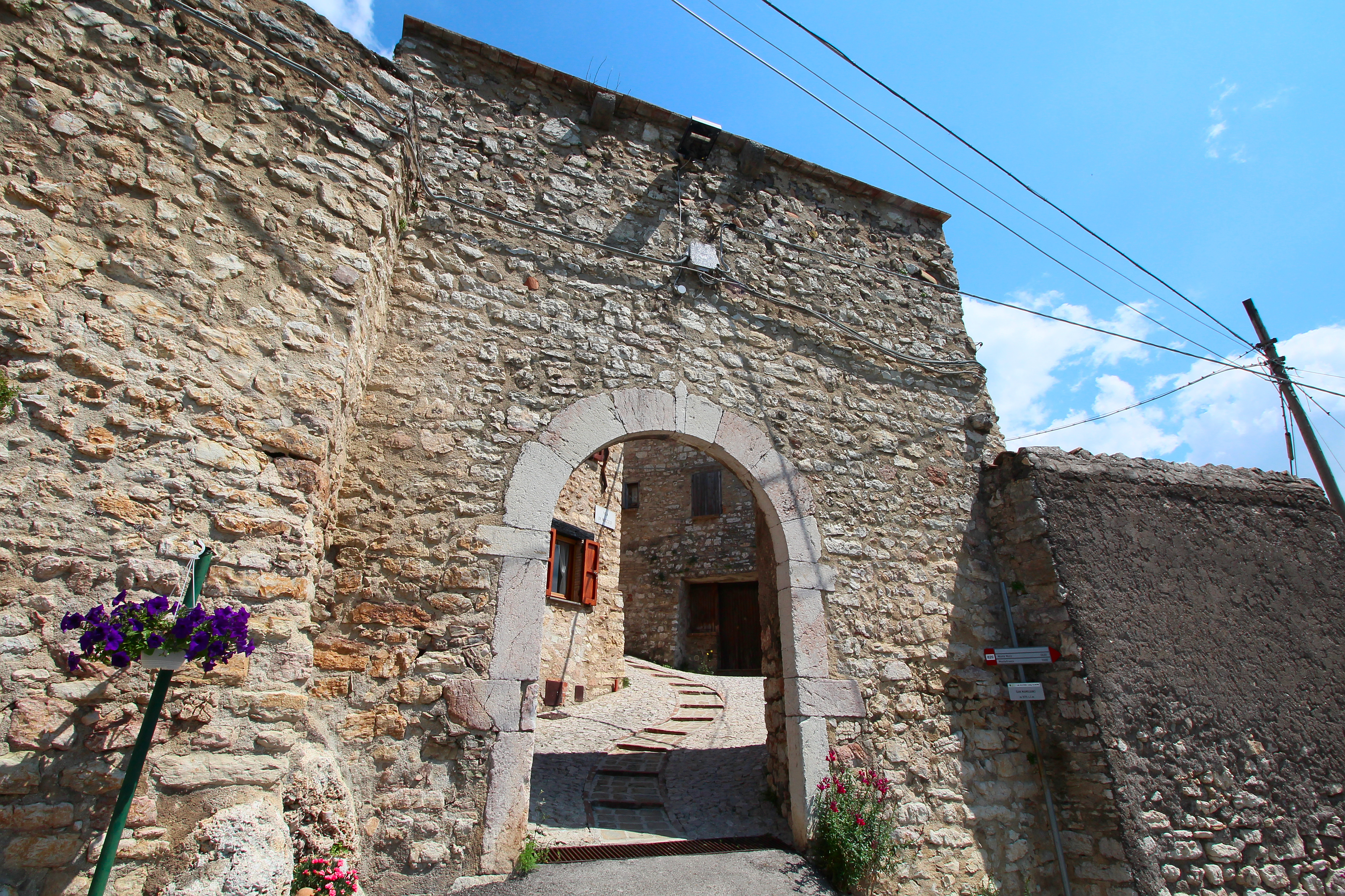
Wehrtor Porta del Castello
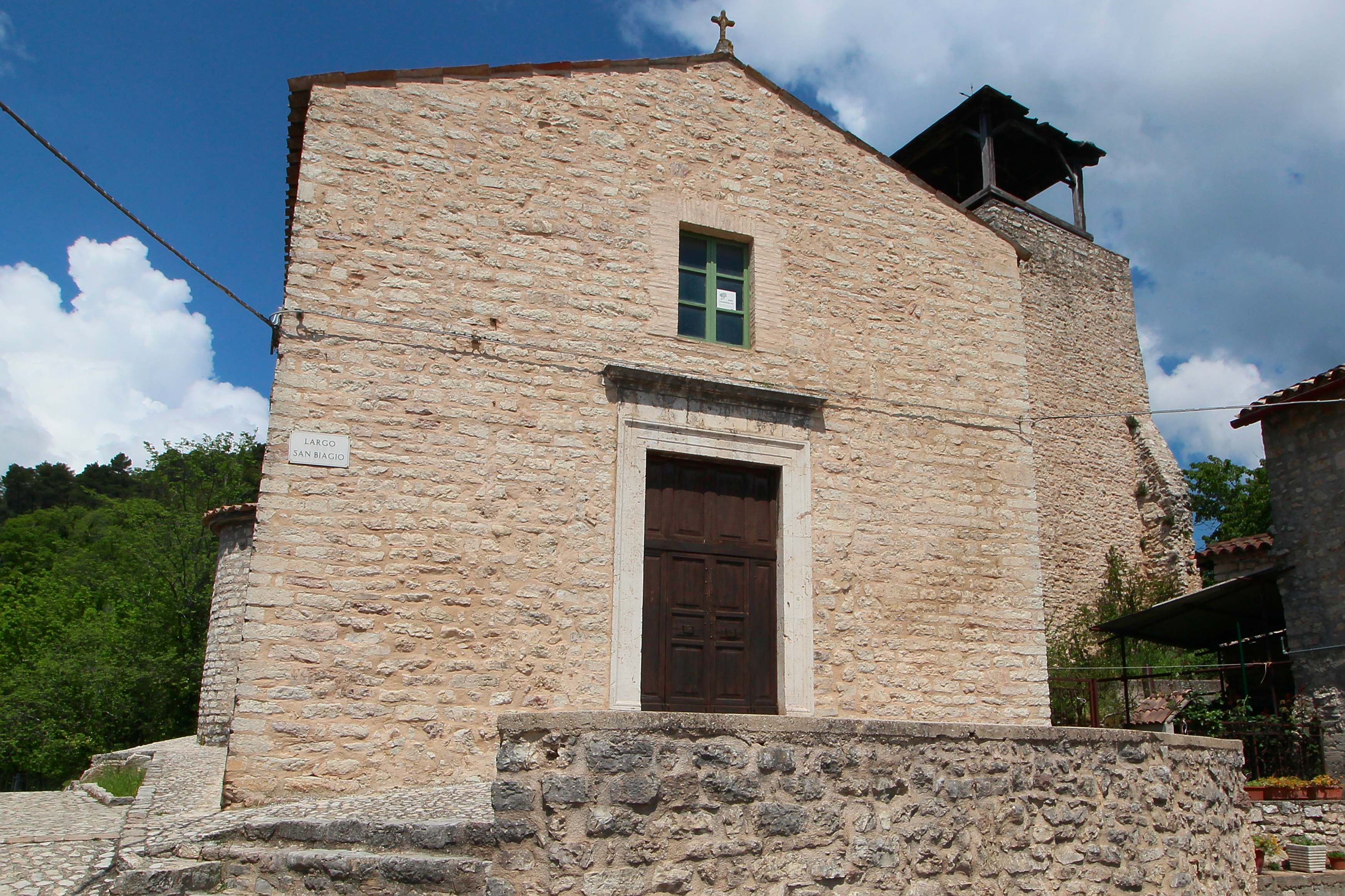
Die Kirche San Biagio
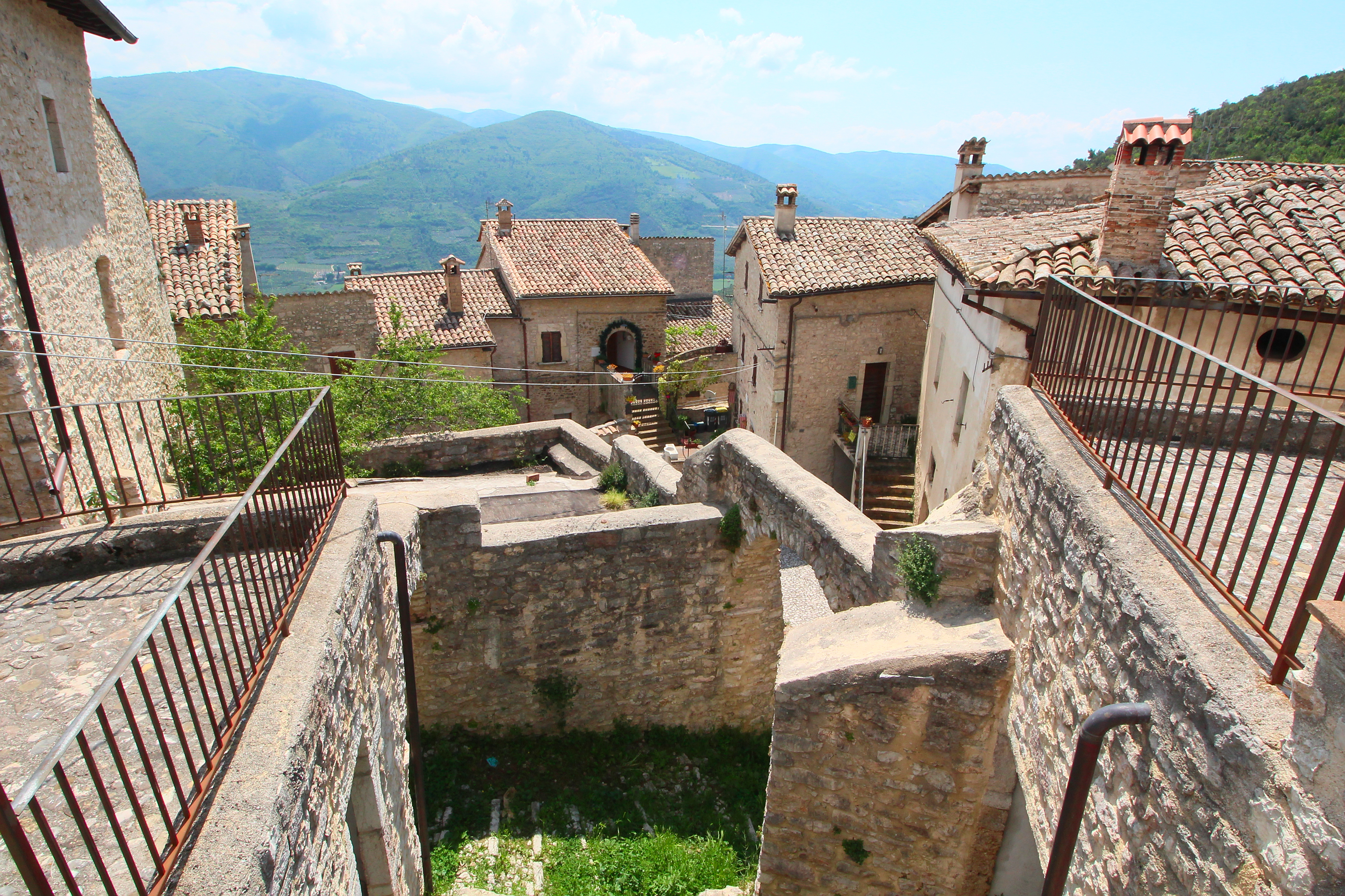
Ortskern
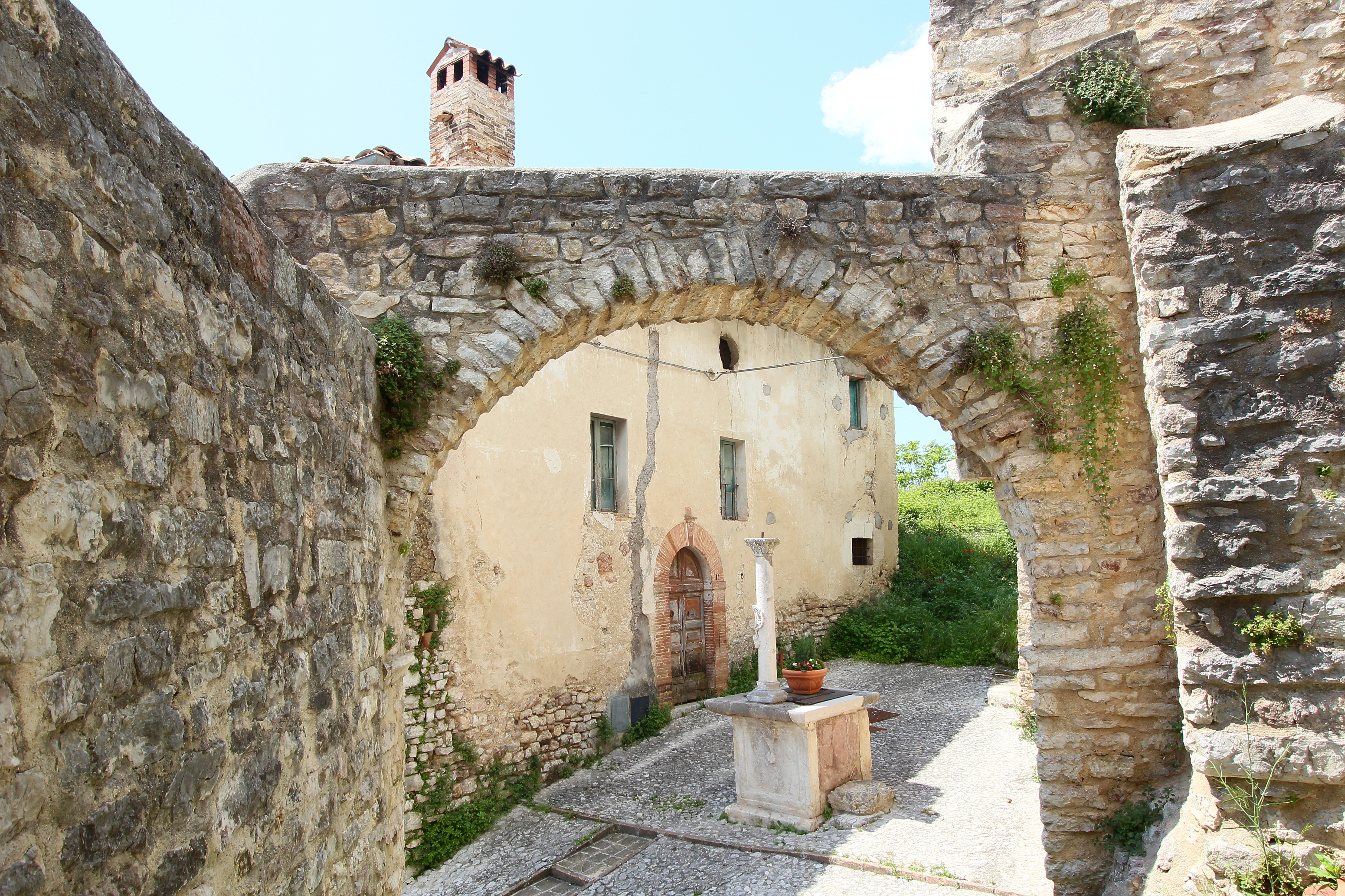
Brunnen mit 1065 datierter Säule